# Teodor Kułakowski
Teodor Kułakowski (ur. 26 marca lub 26 lipca 1844 w Podgórzu, zm. 25 kwietnia 1917 w Krakowie) – polski działacz społeczny, urzędnik, uczestnik powstania styczniowego, współzałożyciel Towarzystwa Miłośników Historii i Zabytków Krakowa.
Urodzony w Podgórzu, stanowiącym w tym czasie oddzielne miasto, ukończył tamże szkołę początkową. W 1856 rozpoczął naukę w Gimnazjum św. Anny w Krakowie, jednak jeszcze przed złożeniem egzaminu dojrzałości, w wieku 19 lat, przystąpił ochotniczo do powstania styczniowego i służył w oddziale żuawów śmierci. W późniejszym czasie uzyskał dyplom inżyniera. Początek lat 70. XIX wieku spędził w Siedmiogrodzie, od 1878 mieszkał i pracował w Krakowie.
Zatrudniony był początkowo jako prywatny urzędnik przy odbudowie Sukiennic, skąd przeszedł do magistratu Krakowa. Od grudnia 1881 z nominacji Rady Miejskiej był inspektorem Biura Ekonomicznego (Ekonomatu); od 1895, po przejściu na emeryturę dotychczasowego naczelnika Piotra Umińskiego (również znanego numizmatyka), Kułakowski kierował Ekonomatem, chociaż bez oficjalnej nominacji na naczelnika. Na tej posadzie doczekał emerytury.
Kułakowski działał w środowisku weteranów powstańczych, a we własnym domu zgromadził zbiór pamiątek i broni. Był członkiem założonego w 1888 Towarzystwa Wzajemnej Pomocy Uczestników Pomocy 1863–1864, obok m.in. Ludomira Benedyktowicza. W 1893 wszedł w skład Wydziału tej organizacji, niebawem jednak przystąpił do nowej instytucji – Towarzystwa „Przytulisko” Uczestników Powstania 1863/1864, które powstało w styczniu 1895, przede wszystkim dla zapewnienia schronienia weteranom niezdolnym do samodzielnego utrzymania się wskutek wieku lub kalectwa (Towarzystwo prowadziło własny dom w pobliskiej wsi Zwierzyniec). Przez kilka lat pełnił funkcję przewodniczącego „Przytuliska”. Należał także Kułakowski do krakowskiego Towarzystwa Strzeleckiego (Bractwa Kurkowego).
Jako znany w Krakowie i cieszący się szacunkiem obywatel Kułakowski znalazł się w gronie zaproszonych przez Stanisława Krzyżanowskiego na spotkanie w krakowskim Archiwum Miejskim 21 listopada 1896, które zaowocowało powstaniem Towarzystwa Miłośników Historii i Zabytków Krakowa. Po ukonstytuowaniu się Towarzystwa wszedł w skład Komisji Kontrolującej, w której zasiadał do 1907.
W ostatnich latach życia Kułakowski kilkakrotnie przeprowadzał się, stale jednak mieszkał na terenie Krakowa. Zmarł 25 kwietnia 1917 w wieku 73 lat.
W opinii powinowatego, literata Mieczysława Smolarskiego, był „to człowiek dobry, energiczny”, który z wyglądu zewnętrznego, ponieważ „brodę miał nigdy nie strzyżoną, przypominał (...) Studium głowy starca Jacka Malczewskiego”. Od 1869 Kułakowski był żonaty z Pauliną z domu Ripper (1848-1928), córką przedsiębiorcy krakowskiego Franciszka (1818-1885) i Apolonii ze Stróżewskich; z małżeństwa tego miał sześcioro dzieci, z czego czwórka starszych – syn Kazimierz oraz córki Helena, Wanda i Apolonia – urodziło się w Siedmiogrodzie, natomiast dwoje najmłodszych (syn Stanisław i córka Maria, zakonnica nazaretanka) – w Krakowie. Brat rodzony Pauliny Kułakowskiej, Juliusz Franciszek Ripper (1847-1914), doszedł do stopnia admirała w marynarce austro-węgierskiej, a brat przyrodni Adam Ripper (1853-1930) – do stopnia generała audytora armii austriackiej. Wspomniany wyżej Mieczysław Smolarski był synem siostry przyrodniej Pauliny Kułakowskiej, Marii z Ripperów Kazimierzowej Smolarskiej.